# Макдоналд, Нил
Нил Макдоналд (англ. Neil McDonald; род. 21 января 1967, Грейвзенд) — английский шахматист, гроссмейстер (1996). Тренер ФИДЕ, шахматный литератор.
В составе команды «Invicta Knights Maidstone» участник 2-х клубных кубков Европы.
Многократный участник соревнований в Шахматной лиге четырёх наций (1994—2006, 2008—2015). Лучшие результаты (в скобках указаны команды, в составе которых были получены медали; все награды командные):
- 1993/1994:  Золото («Invicta Knights Maidstone»);
- 1996/1997:  Серебро («Invicta Knights Maidstone»);
- 1997/1998:  Серебро («Invicta Knights Maidstone»);
- 2000/2001:  Золото («Beeson Gregory 1»);
- 2008/2009:  Золото («Wood Green Hilsmark Kingfisher 1»);
- 2009/2010:  Золото («Wood Green Hilsmark Kingfisher 1»);
- 2010/2011:  Серебро («Wood Green Hilsmark Kingfisher 1»);
- 2011/2012:  Золото («Wood Green Hilsmark Kingfisher 1»);
- 2013/2014:  Серебро («Wood Green Hilsmark Kingfisher»).

## Изменения рейтинга
| Графики недоступны из-за технических проблем. См. информацию на Фабрикаторе и на mediawiki.org. |